# 杜叔毗
杜叔毗（？—567年），字子弼，京兆郡杜陵县（今陕西省西安市）人，南梁、西魏、北周官员。杜甫五世祖。

## 生平
杜叔毗的祖先是京兆郡杜陵县人，后来迁居到襄阳郡，祖父杜乾光是南齐司徒右长史，父亲杜渐是南梁边城郡太守。
杜叔毗早年丧父，服侍母亲以孝顺闻名，他的个性慷慨有志向节操，学习勤奋，特别精通《春秋左氏传》，在南梁为官，出任宜丰侯萧循府中直兵参军。大统十七年（551年），宇文泰命令大将军达奚武进攻南梁的汉中地区。次年，达奚武将萧循围困在南郑，萧循命令杜叔毗到西魏朝廷请和，宇文泰接见时十分礼遇。杜叔毗出使还没返回时，萧循的中直兵参军曹策、参军刘晓密谋献城向达奚武投降。当时杜叔毗的哥哥杜君锡担任萧循的中记室参军，堂侄杜映担任录事参军，杜映的弟弟杜晰担任中直兵参军，都有文武材略，各自率领部曲数百人。曹策等人心怀猜忌，害怕杜君锡等人不与自己同谋，就诬告杜君锡他们谋反，擅自将他们杀害。萧循很快讨伐曹策等人，将他们擒获，将刘晓斩首而赦免了曹策。等到萧循向西魏投降，曹策来到长安。杜叔毗日夜嚎啕大哭，申诉冤情。西魏朝议认为事情发生在归附之前，不可以追溯曹策的罪行。杜叔毗内心非常愤怒，志在复仇，又担心违反朝廷法制，连累母亲，于是很长时间没有行动。母亲知道杜叔毗的意思，对他说：“你哥哥横遭重大的祸害，让人痛心彻骨。如果曹策早上死，我晚上受连累而死，也是心甘情愿。你有什么犹豫的？”杜叔毗下拜接受母亲的话，更加激励。之后杜叔毗白天在京城亲手将曹策杀死，将曹策斩首剖腹，肢解尸体，然后反绑双手，请求受戮。宇文泰称赞他的志气，特别命令赦免。
杜叔毗很快出任都督、辅国将军、中散大夫，遇到母亲去世，过度悲伤而形销骨立，几乎不能完成丧事。服丧结束后，晋公宇文护征辟杜叔毗担任中外府乐曹参军，加授大都督，升任使持节、车骑大将军、仪同三司，代理义归郡太守。自从杜君锡以及族人被曹策杀害后，他们都还葬在梁州，杜叔毗此时上表请求迎丧归葬。周武帝宇文邕同意了，诏令安葬事务所需都由官府供给，杜家在南梁旧有的田宅被外配给他人的，全部追回给杜家，又另外赐给杜家二百顷田地。杜叔毗很快出任硖州刺史。
天和二年（567年），杜叔毗跟随卫国公宇文直南征，军队失利，杜叔毗被南陈俘虏，南陈劝说杜叔毗投降，杜叔毗坚决不从，于是被杀害。

## 延伸阅读
[在维基数据编辑]
 《周書·卷46》，出自令狐德棻《周書》